# Opel Zoo
L'Opel Zoo è un giardino zoologico e parco faunistico istituito nel comune di Kronberg im Taunus in Germania, fondato nel 1956 da Georg von Opel, il parco copre un'area di 27.000 metri quadrati.

## Alcuni animali ospitati dallo zoo

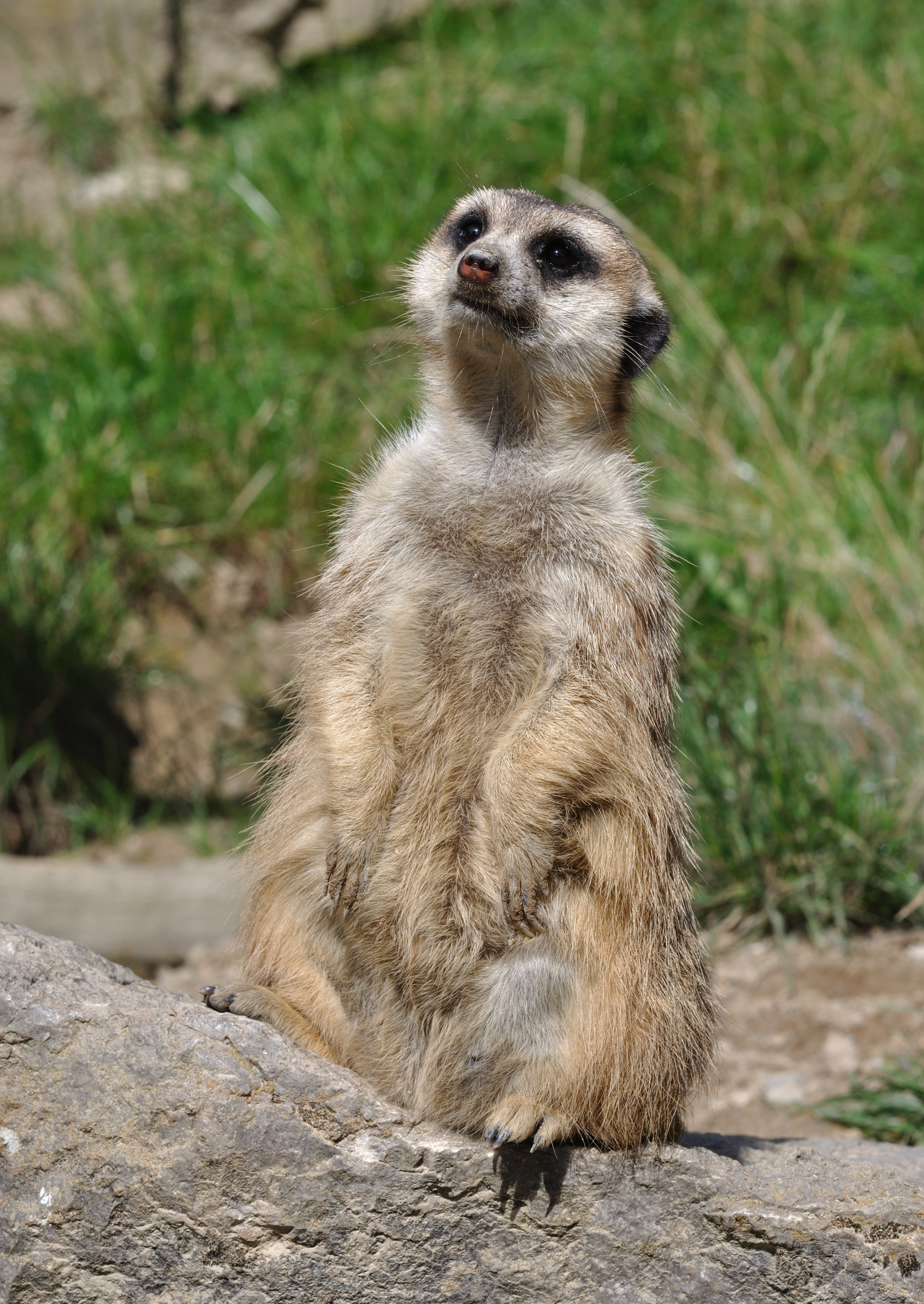
Suricato
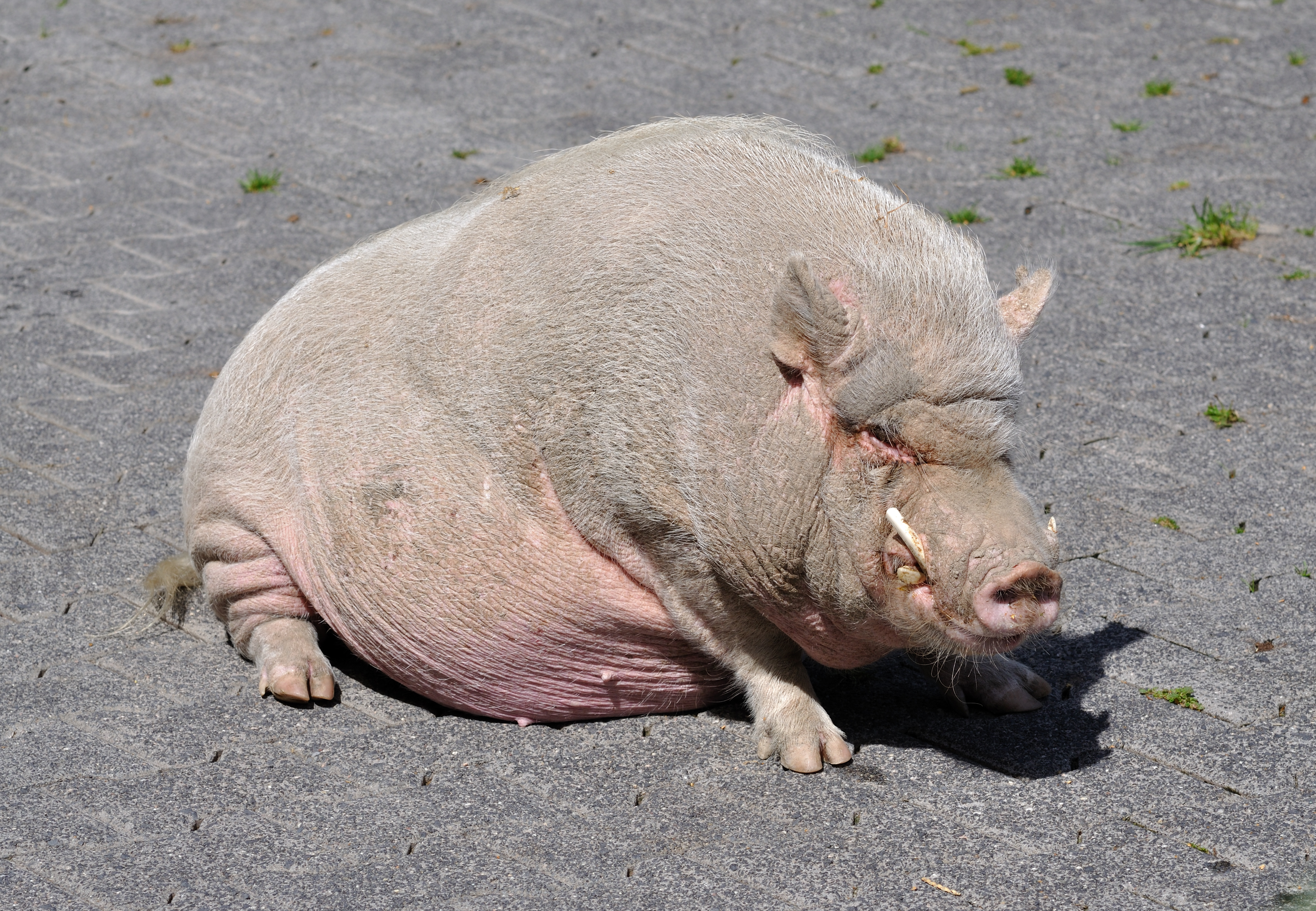
Maiale
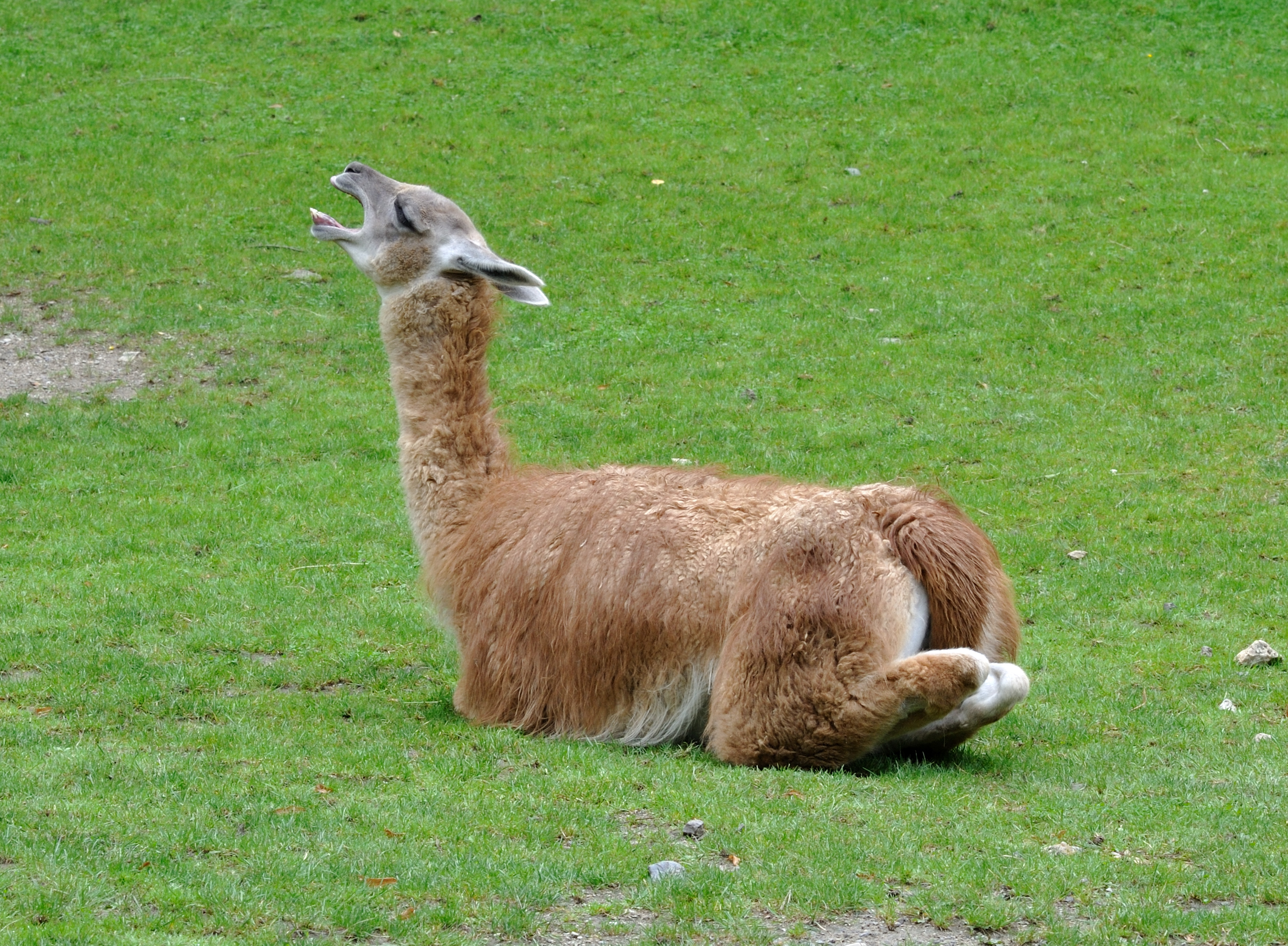
Guanaco
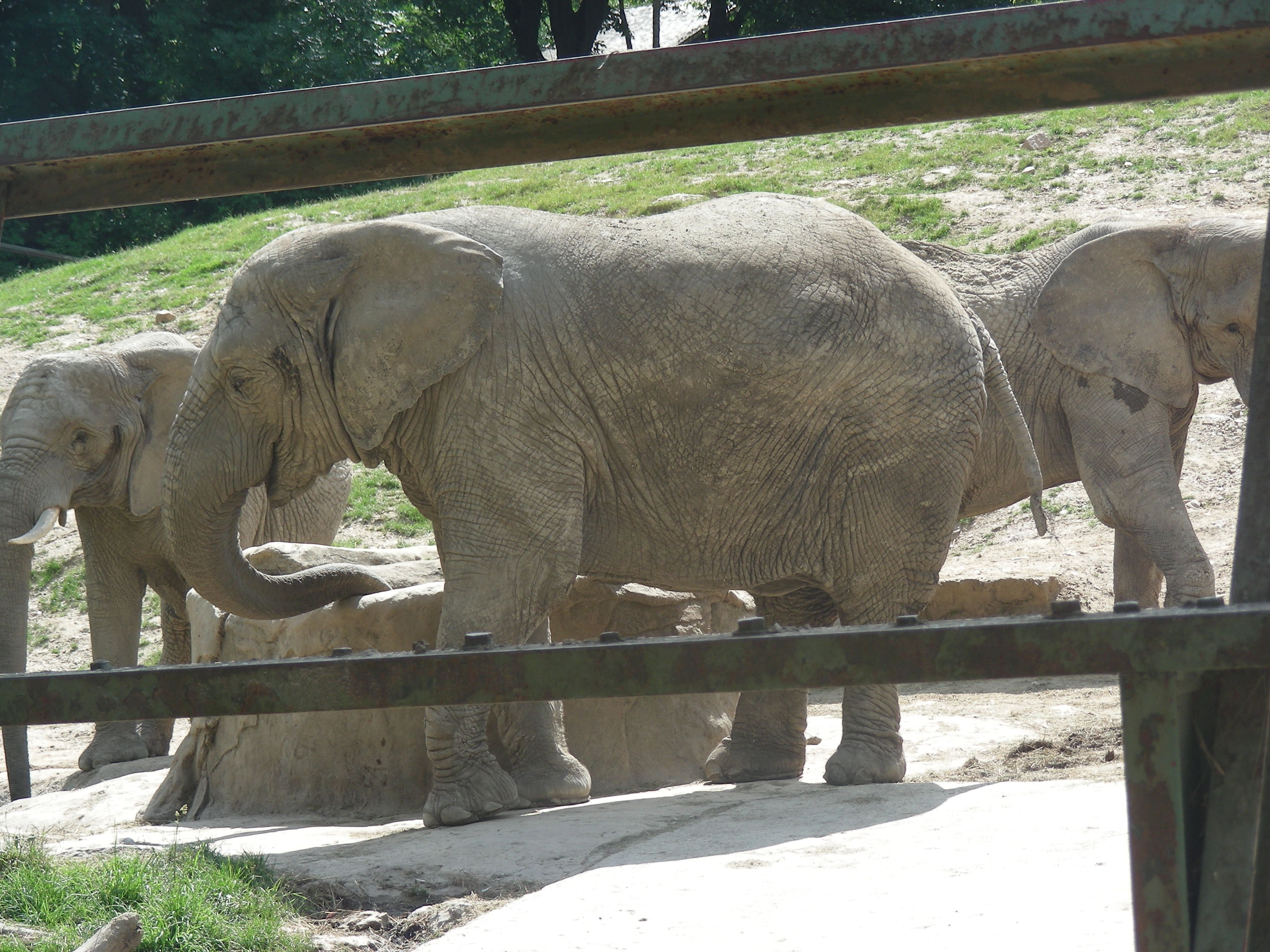
Elefanti africani